# Barbara Pompiliová
Barbara Pompiliová (* 13. června 1975) je francouzská ministryně životního prostředí ve vládě Jeana Castexe. Funkci zastává od července 2020, od roku 2017 je členkou hnutí La République En Marche!.
Pompiliová byla poprvé zvolena poslankyní Národního shromáždění v roce 2012. V letech 2000 až 2010 byla členkou francouzských Zelených, poté pět let členkou strany Europe Écologie – Les Verts.

## Ekologická opatření
Brzy po nástupu do funkce v červenci 2020 oznámila přijetí nových ekologických opatření. Jde například o zákaz vyhřívání zahrádek teplomety u kaváren a barů. Opatření začne platit v roce 2021, aby se gastronomické podniky měly čas zotavit z koronavirové krize.
Všechny vyhřívané nebo klimatizované budovy otevřené pro veřejnost budou také muset mít zavřené dveře, aby se zamezilo plýtvání energií.